# Mujer en su tocador (Morisot)
Mujer en su tocador es una pintura al óleo sobre lienzo de la artista francesa Berthe Morisot, realizada entre 1875 y 1880. Se exhibió por primera vez en la quinta exposición impresionista en 1880 y actualmente se encuentra en el Instituto de Arte de Chicago. Cuando se mostró por primera vez, la obra se exhibió junto a otras obras impresionistas de Paul Cézanne, Pierre-Auguste Renoir y Camille Pissarro. El cuadro también es conocido con el título Dama en su toilette. La obra es una de varias pinturas que Morisot completó sobre el tema de mujeres vistiéndose, acicalándose y arreglando su cabello.

## Contexto
Mujer en su tocador y otras escenas de baño y arreglo de Morisot se basaron en experiencias cotidianas que ella pudo presenciar como mujer burguesa. En 1869, comenzó a centrarse en representar a las mujeres burguesas en sus actividades cotidianas. Morisot tiene siete pinturas de tocador, y cada una de ellas explora la dinámica de la visión, ya sea a través de la inclusión de un espejo, una ventana u otros dispositivos visuales.  Según la historiadora del arte Anne Higonnet, las escenas de toilette mostraban el lado más vulnerable de la mujer, donde ésta podía "producir su propia imagen" y participar en un ritual privado. Las figuras de Morisot generalmente no advierten ni ven al espectador, enfatizando la sensación de privacidad. Como las artistas femeninas a menudo tenían acceso restringido a las modelos, estas, Morisot entre ellas, dependían de sus amigas y familiares para que posaran para sus obras.
La condición de Morisot como artista femenina significó que se enfrentara a muchos obstáculos y prejuicios al presentar sus obras. Como Morisot era a la vez esposa y madre, a diferencia de otras artistas femeninas como Mary Cassatt y Rosa Bonheur, experimentó dificultades particulares para equilibrar sus ambiciones profesionales con las responsabilidades domésticas. El crítico Théodore Duret afirmó que tanto su género como su clase social contribuyeron a disminuir la reputación de Morisot.

## Descripción
Mujer en su tocador muestra a una dama rubia frente a un espejo grande en su baño, sentada de espaldas al espectador. Está en ropa interior y parece estar deshaciendo su moño alto. La pieza contiene una paleta de colores gris plateado y blanco con sutiles toques de azul. Como muchas de sus pinturas de esos años, la obra contiene elementos del estilo rococó. Las facetas del rococó se ven en la paleta pastel y onírica, las pinceladas sueltas, los bordes difuminados y las cualidades femeninas. El énfasis en el color en lugar de la estructura fue visto como una cualidad femenina en las obras, y Morisot se inspiró en los bocetos de Jean-Honoré Fragonard para encarnar características rococó. Kathleen Adler sostiene que la pincelada suelta y el carácter esquemático de la pieza pueden deberse a la libertad de Morisot al tener una carrera estable en la que no tuvo que depender únicamente de los comerciantes para vender su obra.

## Análisis
Las historiadoras del arte Kathleen Adler y Tamar Garb sostienen que la pintura está "en consonancia con las construcciones contemporáneas de la feminidad" porque el baño era el lugar donde las mujeres se transformaban en "objetos atractivos de deleite masculino".
Anne Higonnet afirma, sin embargo, que el entorno del baño y aseo transmite un momento de creatividad para las mujeres y es una invitación para que los espectadores entren y vean esta escena vulnerable.  Ella explica que Morisot examinó cómo los cuerpos de las mujeres eran objetivados en la sociedad y, en lugar de alimentar esta dinámica de género, "convirtió el erotismo en un espectáculo vacío al negarse a proporcionar el contenido sexual que un espectador varón esperaría". Aunque parece que Morisot permite que el deseo masculino se introduzca en sus piezas íntimas, todas las mujeres en las escenas de baño y arreglo están preocupadas solo por ellas mismas, y el tono "aleja" al espectador de ellas. Algunos podrían creer que la pieza de Morisot es completamente erótica, pero Higonnet explica que las piezas "contienen tantas negaciones de una mirada sexualmente posesiva como solicitaciones". Además, los numerosos elementos de la escena hacen que los espectadores piensen en cómo se percibe a las mujeres en la sociedad y cómo estas mujeres se ven y se modifican a sí mismas para el ojo público.
La historiadora del arte Cindy Kang observa que, aunque muchas de las imágenes femeninas de Morisot tienen aspectos de sensualidad, los críticos de arte de la época no percibían que sus obras fueran eróticas. Si bien las escenas de toilette podían transmitir erotismo a través de "los contornos de los cuerpos ágiles y los pasajes de piel expuesta", estos matices eran contrarrestados por las "pinceladas gestuales" de Morisot, que ponían un mayor énfasis en el estado psicológico de sus sujetos. Con esto, Morisot introdujo una “visión femenina” donde podía “complicar o interrumpir las narrativas tradicionales de la feminidad que comenzaron en el período rococó” y continuaron a lo largo del tiempo.

## Crítica
Las piezas de Morisot que tuvieron mayor éxito entre la crítica fueron El espejo (La psique), Cabeza de muchacha (Mujer con abanico) y Mujer en su tocador. Joris-Karl Huysmans escribió que Morisot era "la cronista del tocador" con estas escenas. Muchos críticos vieron la paleta de color azul plateado de Mujer en su tocador como evidencia de la atención de Morisot en la luz natural.
Kang explica que mientras Édouard Manet y Edgar Degas pintaron escenas de baño que fueron "inmediatamente asociadas en la prensa con mujeres de fácil virtud y prostitución, las mujeres en las pinturas de tocador de Morisot, como Levantándose, El espejo y Mujer en su tocador, eran vistas como 'encantadoras', 'virginales', 'castas' y exudando una 'elegancia a la moda'".

## Distribución
El coleccionista de arte Ernest Hoschedé compró la obra en enero de 1876 a uno de los comerciantes de Morisot, Paul Durand-Ruel. Hoshedé fue mecenas de Manet y Morisot. También compró su cuadro Mujer joven con espejo o Interior.  En junio de 1878, Mary Cassatt compró Mujer en su tocador de la colección Hoschedé por 95 francos.